# Mako Mermaids
Mako Mermaids: An H2O Adventure (Netflix), Mako: Island Of Secrets (a Austràlia) o mundialment coneguda com a Mako Mermaids (en català es tradueix com «Les sirenes de Mako») és una sèrie d'aventures per a nens i adolescents. Va sorgir com una sèrie derivada de H2O: Just Add Water, estrenada originalment el 26 de juliol del 2013 a tots els territoris de Netflix i a Austràlia per la cadena Network Ten. La seva estrena a Espanya va ser el 28 d'octubre del 2013 a Disney Channel. La segona temporada es va començar a filmar el febrer del 2014, i la seva estrena va ser el 13 de febrer del 2015 els 13 primers capítols en tots els territoris de Netflix, i el 29 de maig els 13 capítols restants. Els capítols de la tercera temporada es van estrenar el 27 de maig del 2016 també al Netflix, i la sèrie va acabar. La sèrie va tenir tres temporades, les dues primeres amb 26 capítols i la darrera en té 16. Està planejada una pel·lícula per a estrenar-se aviat, que posarà fi a la sèrie.

## Història
Mako Mermaids (Les Sirenes de Mako) explica les aventures de les sirenes Lyla, Sirena i Nixie, que formen part d’un grup de sirenes que viuen a les aigües de la fictícia Illa de Mako. Com a joves membres del grup, la seva tasca és protegir l'estany de la Lluna i preservar-lo dels intrusos. Però una nit de lluna plena, les entremaliades sirenes descuren els seus deures i en Zac, un noi humà de setze anys natural d'allà, entra a l'estany de la Lluna i estableix una connexió especial amb Mako. Les seves cames es converteixen en una cua de peix quan toca l'aigua i comença a tenir poders, convertint-se en un tritó.
El grup de sirenes es veu forçat a deixar Mako i, com a resultat, la Lyla, la Sirena i la Nixie es veuen marginades del grup. Per la qual cosa les tres sirenes saben que només poden ser acceptades de nou en el grup si en Zac torna a ésser humà; hauran d'aventurar-se a la terra, tenir cames i treure els poders d'en Zac o seran excloses per sempre.

## Televisió
Encara que alguns capítols de la primera temporada de la sèrie s'estrenessin a la pàgina web Netflix, les emissions oficials de la primera temporada de la sèrie es va estrenar al canal australià Network Ten el 8 de novembre del 2013 a les 8 de la nit. Més tard es va estrenar al canal públic australià Eleven els diumenges a les 11 del matí. La segona temporada es va estrenar el 13 de febrer del 2015 els 13 primers capítols, i es van estrenar els 13 capítols restants el 29 de maig d'aquest mateix any. Tota la tercera temporada es va estrenar al web de Netflix el 27 de maig del 2016.
A Espanya la primera temporada va ser estrenada el 28 d'octubre del 2013 pel canal Disney Channel i va finalitzar a la fi d’aquest mateix any. La segona temporada va ser estrenada el 29 de juny del 2015 també pel canal Disney Channel. Avui dia, les dues temporades estrenades es troben disponibles a Netflix Espanya.

## Personatges

### Personatges principals
| Actor         | Personatge  | Capítols   | Temporades |
| ------------- | ----------- | ---------- | ---------- |
| Lucy Fry      | Lyla        | 26         | 1          |
| Amy Ruffle    | Sirena      | 52         | 1, 2       |
| Ivy Latimer   | Nixie       | 26         | 1          |
| Chai Romruen  | Zac Blakely | 52         | 1, 2, 3    |
| Isabel Durant | Ondina      | 26         | 2, 3       |
| Allie Bertram | Mimmi       | 26         | 2, 3       |
| Gemma Forsyth | Evie        | 38         | 1, 2, 3    |
| Alex Cubis    | Erik        | 26         | 2          |
| Linda Ngo     | Weilan      | Desconegut | 3          |

### Personatges recurrents
| Actor              | Personatge  | Ocupació                 | Capítols | Temporades |
| ------------------ | ----------- | ------------------------ | -------- | ---------- |
| Dominic Deutscher  | Cam         | Millor amic d'en Zac     | 52       | 1, 2, 3    |
| Kerith Atkinson    | Rita Santos | Directora                | 50       | 1, 2, 3    |
| Rowan Hills        | David       | Empleat de l'Ocean Cafè  | 34       | 1, 2, 3    |
| Brooke Nichole Lee | Carly       | Empleada de l'Ocean Cafè | 11       | 1, 2, 3    |
| Jenna Rosenow      | Acquata     | Germana de la Sirena     | 3        | 1          |

## Producció
El programa és derivat de la sèrie H2O: Just Add Water, emesa en més de 160 territoris a tot el món; i es pot trobar una connexió entre Mako Mermaids i H2O als últims dos capítols de la sèrie, on la Rikki fa una aparició especial. El pressupost inicial de la sèrie va ser de 12,5 milions de dòlars. Les cues són molt més lleugeres que les utilitzades a H2O, ja que les d'H2O pesaven 40 kg i les de Mako Mermaids només 12 kg.
La sèrie va ser filmada del 8 de maig del 2012 fins al 12 d’octubre del mateix any. Els primers 13 capítols es van estrenar pel canal Netflix, per a una audiència internacional de 120 països. Els últims 13 capítols es van estrenar el 15 de setembre del mateix any.
A Espanya es va estrenar amb el nom Les sirenes de Mako el 28 d'octubre del 2013 a Disney Channel a les 18.30 hores.

## Capítols

### Temporada 1
1. Expulsades (Outcasts)
2. Obtenint cames (Getting Legs)
3. Coneixent la Rita (Meeting Rita)
4. La Lyla sola (Lyla Alone)
5. Mal temps (Blizzard)
6. Cua de dofí (Dolphin Tale)
7. La festa a la piscina d'en Zac (Zac's Pool Party)
8. El retorn d'en Zac a Mako (Zac's Return to Mako)
9. Cançó de sirena (The Siren)
10. En Zac torna a Mako de nou (Zac Returns to Mako)
11. No crec en les sirenes (I Don't Believe in Mermaids)
12. Tornar la trucada (Close Call)
13. Traïció (Betrayal)
14. Línies de batalla (Battlelines)
15. El secret de la Sirena (Sirena’s Secret)
16. Treves (Truce)
17. L’Anell de Lluna 2 (Moon Ring 2)
18. El pla del trident (The Trident Job)
19. On es troba el botó d’encendre? (Where’s the On Button?)
20. Gens per amagar (Nowhere to Hide)
21. El retorn de l'Acquata (Acquata Returns)
22. L’Evie al quadrat (Evie Times Two)
23. L'elecció d’en Zac (Zac's Choice)
24. Confiança (Trust)
25. Traïts (Betrayed)
26. L’hora de la decisió final (Decision Time)

### Temporada 2
La Lyla, la Nixie i la Sirena aconsegueixen tornar al grup, però la Lyla i la Nixie deixen la sèrie intentant tenir una vida nova. En Zac i n’Evie encara estan junts, vivint grans aventures. La Sirena no pot cuidar de l'estany de la lluna sola, i el grup crida dues sirenes noves per a substituir na Lyla i na Nixie: n’Ondina i na Mimmi. Les tres cuiden de l'estany de la lluna i es fan grans amigues. Llavors l’Ondina i la Mimmi fugen de l’illa de Mako amb la Sirena amb l’intent de reconvertir en Zac en humà. Però la connexió entre en Zac i Mako és cada vegada més forta. Si no tenen èxit, no trencaran mai la seva connexió ni salvaran Mako. Durant la lluna plena, tracten d’eliminar els seus poders, i n’Evie decideix intervenir i, de sobte, es converteix en una sirena. Al final, les tres sirenes resten de nou amb la Rita i el gat Posidó.
1. El setè cicle (The Seventh Cycle)
2. Una situació enganxosa (Sticky Situation)
3. Descobriment (Discovery)
4. Una nova cua (A New Tail)
5. Dolent per al negoci (Bad for Business)
6. Mars tempestuosos (Stormy Seas)
7. El despertar (Awakening)
8. Escola de terra (Land School)
9. Polissó (Stowaway)
10. Guardant el secret (Keeping the Secret)
11. Només tan jove com et trobes (Only As Young As You Feel)
12. Massa grandària (Supersized)
13. Reunió (Reunion)
14. Un nou home (A New Man)
15. Compte amb allò que desitges (Careful What You Wish For)
16. Primera cita (First Date)
17. El codi de tritó (The Merman Code)
18. Enllaç de sirena (Mermaid Link)
19. Sorpresa! (Surprise!)
20. El treball (The Job)
21. Noves ordres (New Orders)
22. L’últim ball (The Last Dance)
23. Quedar-se o anar-se’n (Stay or Go)
24. La veritat sobre l'Evie (The Truth About Evie)
25. La pedra del trident (The Trident Stone)
26. El triat (The Chosen One)

### Temporada 3
Quan una sirena xinesa, na Weilan, allibera accidentalment a un drac d’aigua, ella fuig a l’illa de Mako mentre que la persegueix la criatura. N’Ondina, na Mimmi i na Weilan han de defensar l’illa de Mako i la costa daurada de la seva destrucció.
1. Una visita de l'est (A Visit From The East)
2. Veure per creure (Seeing Is Believing)
3. Recepta de l’èxit (Recipe for Success)
4. Netejant (Mopping Up)
5. La caixa del trencaclosques (The Puzle Box)
6. Nous començaments (New Beginnings)
7. Canvi de rumb (Turning the Tide)
8. El camí del drac (The Way of the Dragon)
9. La inversió de la fortuna (Reversal of Fortune)
10. La confusió dels desitjos amb la realitat (Wishful Thinking)
11. Perdut i trobat (Lost and Found)
12. Problemes de confiança (Trust Issues)
13. Deixant-ho anar (Letting Go)
14. L'edat abans que la bellesa (Age Before Beauty)
15. La llegenda d’en Jiao Long (The Legend of Jiao Long)
16. Retorn a casa (Homecoming)